# Ellijärvi (Gällivare socken, Lappland, 748041-172478)
Ellijärvi är en sjö i Gällivare kommun i Lappland och ingår i Kalixälvens huvudavrinningsområde. Sjön har en area på 0,0461 kvadratkilometer och ligger 470,2 meter över havet.

## Delavrinningsområde
Ellijärvi ingår i det delavrinningsområde (748112-172411) som SMHI kallar för Inloppet i Saivo. Medelhöjden är 484 meter över havet och ytan är 3,24 kvadratkilometer. Räknas de 3 avrinningsområdena uppströms in blir den ackumulerade arean 9,78 kvadratkilometer. Vattendraget som avvattnar avrinningsområdet har biflödesordning 3, vilket innebär att vattnet flödar genom totalt 3 vattendrag innan det når havet efter 311 kilometer. Avrinningsområdet består mestadels av skog (86 procent). Avrinningsområdet har 0,46 kvadratkilometer vattenytor vilket ger det en sjöprocent på 14,1 procent.